# Campeonato Europeo Masculino de Voleibol Sub-21 de 2012
El Campeonato Europeo de Voleibol Masculino Sub-21 se celebró en Gdynia, Polonia y Randers, Dinamarca del 24 agosto a 2 de septiembre de 2012. Italia se clasificó al Campeonato Mundial de Voleibol Masculino Sub-21 de 2013 tras ser el equipo ganador.

## Los equipos participantes
- Anfitrión
  -  Polonia
  -  Dinamarca
- El campeón defensor
  -  Rusia

## Ronda preliminar
|  | Clasifican a semifinales                        |
|  | Van a jugar las posiciones del 5.º a 8.º puesto |

### Grupo A
Jugado en Gdynia
|          |           |     | Juegos | Juegos | Puntos | Puntos | Puntos     | Sets | Sets | Sets       |
| Posición | Equipos   | Pts | G      | P      | G      | P      | Proporción | G    | P    | Proporción |
| -------- | --------- | --- | ------ | ------ | ------ | ------ | ---------- | ---- | ---- | ---------- |
| 1        | Italia    | 14  | 4      | 1      | 437    | 386    | 1,132      | 14   | 5    | 2,800      |
| 2        | Bélgica   | 11  | 4      | 1      | 393    | 360    | 1,092      | 12   | 5    | 2,400      |
| 3        | Polonia   | 10  | 3      | 2      | 483    | 454    | 1,064      | 11   | 6    | 1,833      |
| 4        | Rusia     | 8   | 3      | 2      | 382    | 376    | 1,016      | 6    | 6    | 1,000      |
| 5        | Serbia    | 3   | 1      | 4      | 324    | 382    | 0,848      | 3    | 13   | 1,000      |
| 6        | Finlandia | 1   | 0      | 5      | 394    | 455    | 0,866      | 4    | 15   | 0,267      |

| Fecha        | Equipo    | Resultado | Equipo    | Set 1 | Set 2 | Set 3 | Set 4 | Set 5 | Total   |
| ------------ | --------- | --------- | --------- | ----- | ----- | ----- | ----- | ----- | ------- |
| 25 de agosto | Serbia    | 0-3       | Bélgica   | 20-25 | 21-25 | 19-25 |       |       | 60–75   |
| 25 de agosto | Rusia     | 0–3       | Italia    | 21–25 | 18–25 | 21–25 |       |       | 60–75   |
| 25 de agosto | Finlandia | 1-3       | Polonia   | 25–23 | 20–25 | 20–25 | 21–25 |       | 86–98   |
| 26 de agosto | Serbia    | 0-3       | Rusia     | 23–25 | 25–27 | 17–25 |       |       | 65–77   |
| 26 de agosto | Italia    | 3-2       | Finlandia | 19–25 | 33–35 | 25–23 | 25–18 | 15–12 | 117–113 |
| 26 de agosto | Bélgica   | 3-2       | Polonia   | 25–17 | 20–25 | 25–22 | 22–25 | 15–11 | 107–100 |
| 27 de agosto | Finlandia | 1-3       | Serbia    | 24–26 | 10–25 | 25–14 | 21–25 |       | 80–90   |
| 27 de agosto | Rusia     | 0-3       | Bélgica   | 23–25 | 25–27 | 15–25 |       |       | 63–77   |
| 27 de agosto | Polonia   | 3-2       | Italia    | 21–25 | 18–25 | 25–20 | 25–19 | 15–6  | 104–95  |
| 29 de agosto | Rusia     | 3-0       | Finlandia | 25–15 | 25–21 | 25–17 |       |       | 75–53   |
| 29 de agosto | Bélgica   | 0-3       | Italia    | 17–25 | 19–25 | 23–25 |       |       | 59–75   |
| 29 de agosto | Serbia    | 0-3       | Polonia   | 21–25 | 16–25 | 22–25 |       |       | 59–75   |
| 30 de agosto | Finlandia | 0-3       | Bélgica   | 17–25 | 22–25 | 23–25 |       |       | 62–75   |
| 30 de agosto | Italia    | 3-0       | Serbia    | 25–22 | 25–13 | 25–15 |       |       | 75–50   |
| 30 de agosto | Polonia   | 2-3       | Rusia     | 23–25 | 28–26 | 17–25 | 25–16 | 13–15 | 106–107 |

### Grupo B
Jugando en Randers
|          |           |     | Juegos | Juegos | Puntos | Puntos | Puntos     | Sets | Sets | Sets       |
| Posición | Equipos   | Pts | G      | P      | G      | P      | Proporción | G    | P    | Proporción |
| -------- | --------- | --- | ------ | ------ | ------ | ------ | ---------- | ---- | ---- | ---------- |
| 1        | España    | 14  | 5      | 0      | 430    | 359    | 1.198      | 15   | 3    | 5.000      |
| 2        | Turquía   | 11  | 3      | 2      | 457    | 416    | 1,092      | 13   | 7    | 1.857      |
| 3        | Bulgaria  | 10  | 4      | 1      | 433    | 418    | 1.036      | 12   | 7    | 1.714      |
| 4        | Alemania  | 5   | 2      | 3      | 406    | 413    | 0.983      | 7    | 12   | 0.583      |
| 5        | Serbia    | 5   | 1      | 4      | 443    | 473    | 0.937      | 8    | 13   | 0.615      |
| 6        | Finlandia | 0   | 0      | 5      | 327    | 417    | 0.784      | 2    | 15   | 0.133      |

| Fecha        | Equipo    | Resultado | Equipo    | Set 1 | Set 2 | Set 3 | Set 4 | Set 5 | Total   |
| ------------ | --------- | --------- | --------- | ----- | ----- | ----- | ----- | ----- | ------- |
| 24 de agosto | Grecia    | 0-3       | España    | 25-27 | 20-25 | 17-25 |       |       | 62–75   |
| 24 de agosto | Alemania  | 0–3       | Turquía   | 22–25 | 16–25 | 20–25 |       |       | 58–75   |
| 24 de agosto | Bulgaria  | 3-0       | Dinamarca | 25–23 | 25-23 | 25-19 | 25-21 |       | 75–63   |
| 25 de agosto | España    | 3-1       | Alemania  | 25-23 | 27-16 | 20–25 | 25–22 |       | 95–86   |
| 25 de agosto | Dinamarca | 0-3       | Turquía   | 16–25 | 17–35 | 16-25 |       |       | 49–75   |
| 25 de agosto | Bulgaria  | 3-2       | Grecia    | 20-25 | 25-19 | 25–23 | 23–25 | 15–11 | 108–103 |
| 26 de agosto | Turquía   | 2-3       | España    | 22–25 | 13–25 | 25–23 | 25-20 | 13-15 | 98–108  |
| 26 de agosto | Grecia    | 3-1       | Dinamarca | 25-19 | 17-25 | 28-26 | 25–21 |       | 95–91   |
| 26 de agosto | Alemania  | 0-3       | Bulgaria  | 19–25 | 23–25 | 19-25 |       |       | 61–75   |
| 28 de agosto | Dinamarca | 0-3       | España    | 20-25 | 15-25 | 19-25 |       |       | 64–75   |
| 28 de agosto | Bulgaria  | 3-2       | Turquía   | 22–25 | 22–25 | 28-26 | 27–25 | 17–15 | 116–116 |
| 28 de agosto | Grecia    | 2-3       | Alemania  | 20–25 | 25-19 | 25-20 | 17–25 | 11–15 | 98–104  |
| 29 de agosto | España    | 3-0       | Bulgaria  | 25-16 | 25-23 | 25-20 |       |       | 75–59   |
| 29 de agosto | Turquía   | 3-1       | Grecia    | 25–20 | 25–18 | 18-25 | 25–22 |       | 93–85   |
| 29 de agosto | Alemania  | 3-1       | Dinamarca | 25-12 | 25–19 | 22–25 | 25–14 |       | 97–70   |

## Rondas Finalista y posiciones finales
|  | Semifinales     | Semifinales     |   |         | Final           | Final           |  |
|  | 1 de septiembre | 1 de septiembre |   |         | 2 de septiembre | 2 de septiembre |  |
|  |                 |                 |   |         |                 |                 |  |
|  |                 |                 |   |         |                 |                 |  |
|  | Italia          | 3               |   |         |                 |                 |  |
|  | Turquía         | 1               |   |         |                 |                 |  |
|  |                 |                 |   |         |                 |                 |  |
|  |                 |                 |   |         |                 |                 |  |
|  |                 |                 |   |         | Italia          | 3               |  |
|  |                 | España          | 1 |         |                 |                 |  |
|  |                 |                 |   |         |                 |                 |  |
|  |                 |                 |   |         |                 |                 |  |
|  |                 |                 |   |         | Tercer lugar    |                 |  |
|  |                 |                 |   |         |                 |                 |  |
|  | Bélgica         | 1               |   | Turquía | 2               |                 |  |
|  | España          | 3               |   |         | Bélgica         | 3               |  |

### Final
| Fecha           | Equipo | Resultado | Equipo | Set 1 | Set 2 | Set 3 | Set 4 | Set 5 | Total |
| --------------- | ------ | --------- | ------ | ----- | ----- | ----- | ----- | ----- | ----- |
| 2 de septiembre | Italia | 3-1       | España | 25–21 | 14–25 | 25–23 | 25–22 |       | 89–91 |

### Puesto 3 y 4
| Fecha           | Equipo  | Resultado | Equipo  | Set 1 | Set 2 | Set 3 | Set 4 | Set 5 | Total   |
| --------------- | ------- | --------- | ------- | ----- | ----- | ----- | ----- | ----- | ------- |
| 2 de septiembre | Turquía | 2-3       | Bélgica | 24–26 | 25–17 | 25–21 | 22–25 | 15–17 | 111–106 |

### Semifinales
| Fecha           | Equipo  | Resultado | Equipo  | Set 1 | Set 2 | Set 3 | Set 4 | Set 5 | Total |
| --------------- | ------- | --------- | ------- | ----- | ----- | ----- | ----- | ----- | ----- |
| 1 de septiembre | Italia  | 3-1       | Turquía | 25–14 | 23–25 | 25–22 | 25–20 |       | 98–81 |
| 1 de septiembre | Bélgica | 1-3       | España  | 23–25 | 21–25 | 25–21 | 25–16 |       | 85–96 |

### Puestos del 5 y 6
| Fecha           | Equipo  | Resultado | Equipo   | Set 1 | Set 2 | Set 3 | Set 4 | Set 5 | Total |
| --------------- | ------- | --------- | -------- | ----- | ----- | ----- | ----- | ----- | ----- |
| 2 de septiembre | Turquía | 1-3       | Bulgaria | 23–25 | 25–20 | 27–29 | 19–25 |       | 94–99 |

### Puestos del 7 y 8
| Fecha           | Equipo   | Resultado | Equipo   | Set 1 | Set 2 | Set 3 | Set 4 | Set 5 | Total |
| --------------- | -------- | --------- | -------- | ----- | ----- | ----- | ----- | ----- | ----- |
| 2 de septiembre | Alemania | 0-3       | Bulgaria | 16–25 | 16–25 | 22–25 |       |       | 54–75 |

### Puestos del 5 al 8
| Fecha           | Equipo  | Resultado | Equipo   | Set 1 | Set 2 | Set 3 | Set 4 | Set 5 | Total  |
| --------------- | ------- | --------- | -------- | ----- | ----- | ----- | ----- | ----- | ------ |
| 1 de septiembre | Polonia | 3-1       | Alemania | 25–10 | 23–25 | 25–20 | 25–19 |       | 98–74  |
| 1 de septiembre | Rusia   | 3-2       | Bulgaria | 25–20 | 25–22 | 21–25 | 15–25 | 15–6  | 101–98 |

## Clasificación final
| Posición          | Equipos   |
| ----------------- | --------- |
| Medalla de oro    | Italia    |
| Medalla de plata  | España    |
| Medalla de bronce | Bélgica   |
| 4                 | Turquía   |
| 5                 | Rusia     |
| 6                 | Polonia   |
| 7                 | Bulgaria  |
| 8                 | Alemania  |
| 9                 | Grecia    |
| 10                | Serbia    |
| 11                | Finlandia |
| 12                | Dinamarca |

| Italia         |
| Campeón Italia |